# سامرویل (تنسی)
سامرویل(به انگلیسی: Somerville) روستایی در ایالت تنسی کشور ایالات متحده آمریکا است که جمعیت آن در سرشماری سال ۲۰۱۰ میلادی، ۳٬۰۹۴ نفر بوده‌است.

## نگارخانه

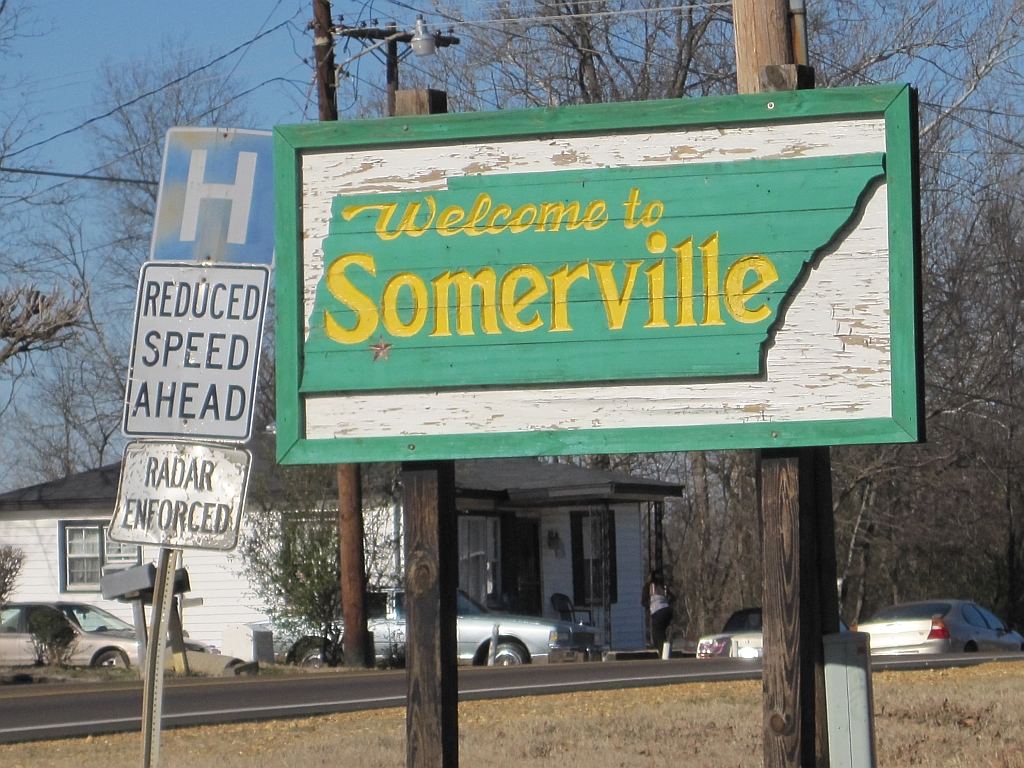
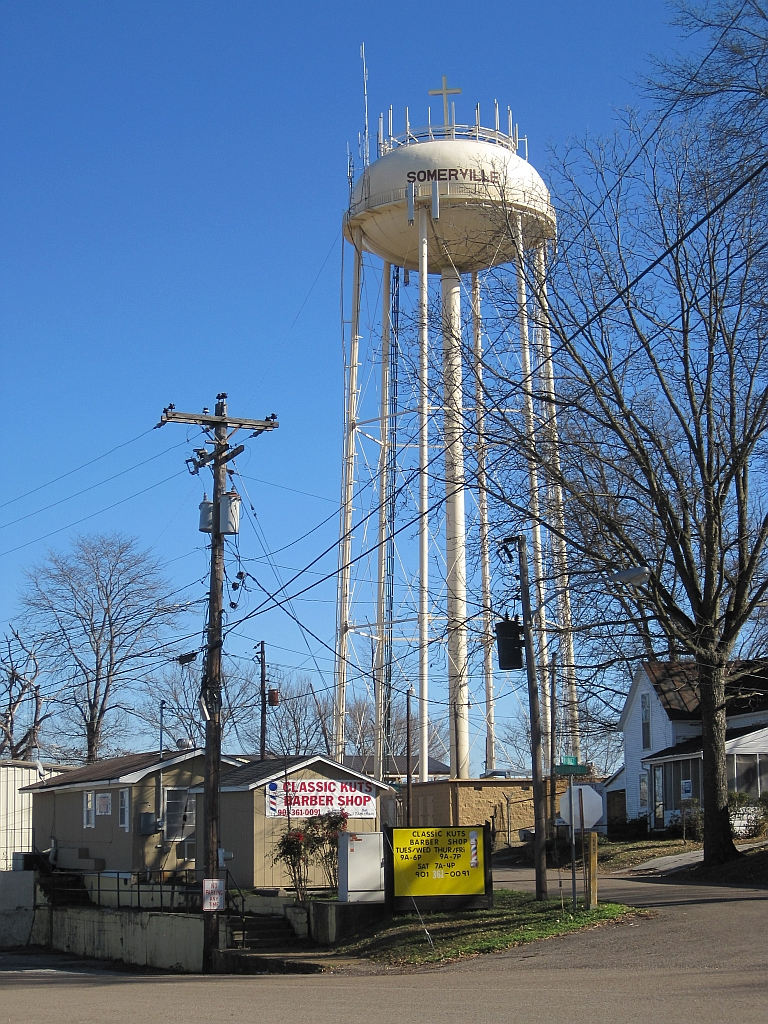
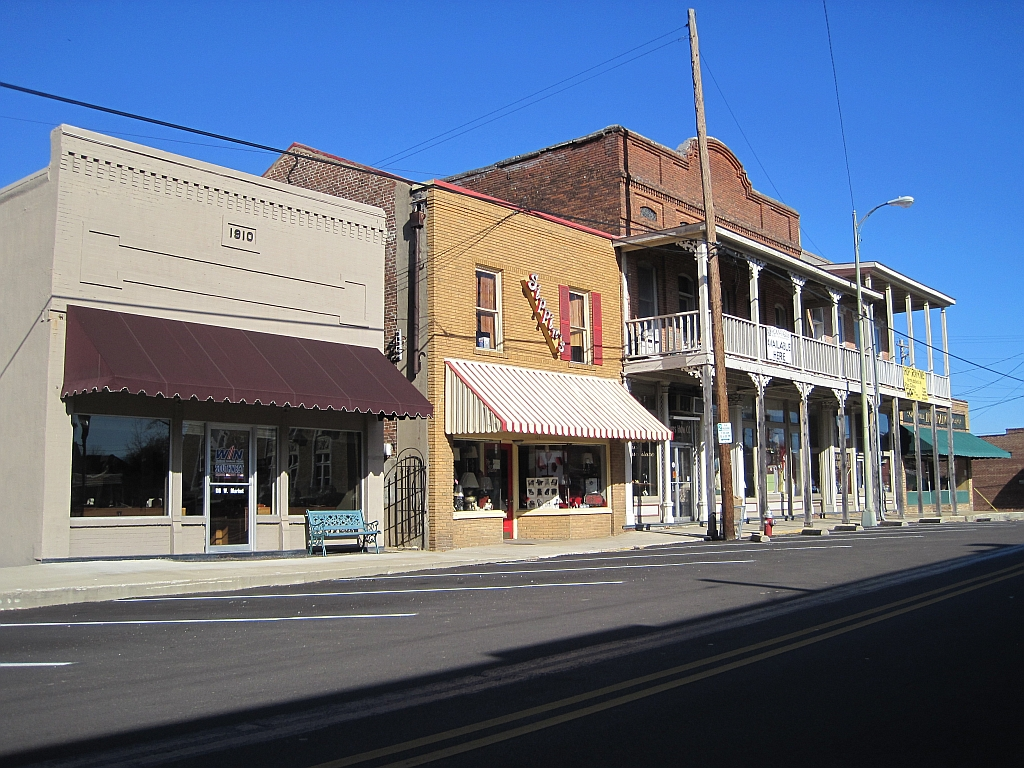
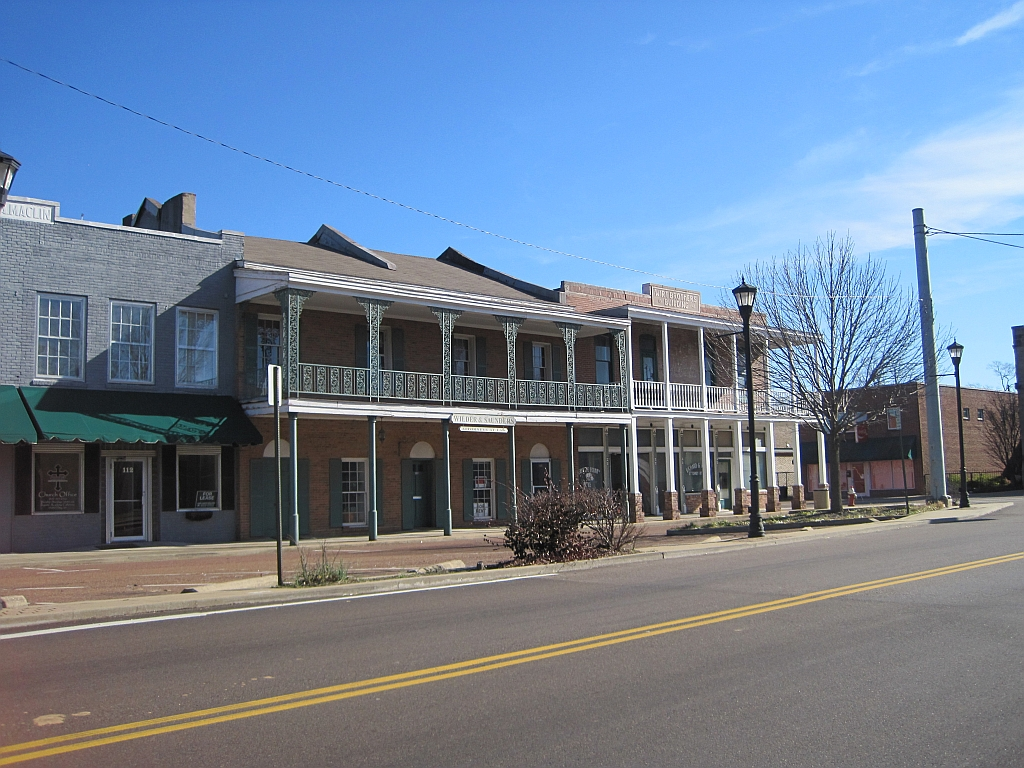
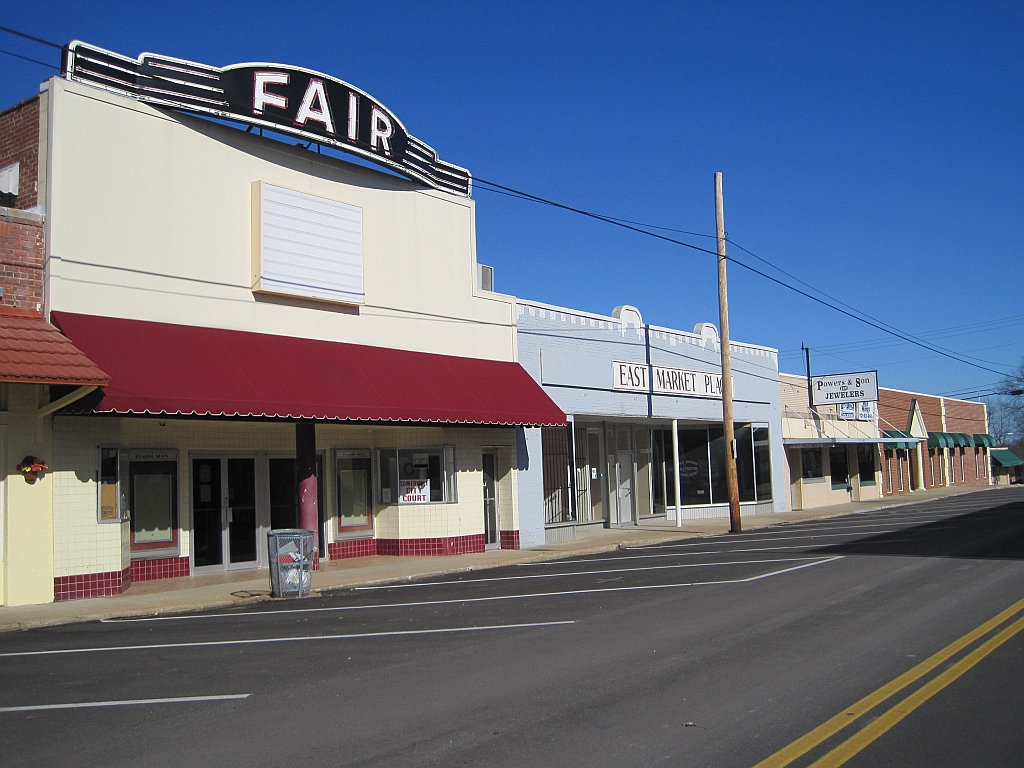